# Liste bekannter ehemaliger Studenten der Goethe-Universität Frankfurt
Die folgenden Persönlichkeiten haben an der Johann-Wolfgang-Goethe-Universität Frankfurt am Main zumindest zeitweise studiert:

## A
- Norbert Abels (* 1953), Dramaturg und Chefdramaturg an der Oper Frankfurt, Publizist, Kulturwissenschaftler und Musiker; studierte Literatur- und Musikwissenschaft, Philosophie und Judaistik an der Goethe-Universität.
- Theodor W. Adorno (1903–1969), Philosoph, Soziologe, Musiktheoretiker und Komponist; studierte 1921–24 Philosophie, Musikwissenschaft, Psychologie und Soziologie an der Goethe-Universität, promovierte 1924 an der Goethe-Universität und wurde 1931 an der Goethe-Universität habilitiert.
- Tarek Al-Wazir (* 1971), Politiker (Bündnis 90/Die Grünen), seit 1995 Mitglied des Hessischen Landtags, von 2000 bis 2014 Fraktionsvorsitzender der Grünen, Spitzenkandidat bei der Landtagswahl in Hessen 2013, seit dem 18. Januar 2014 Stellvertreter des Ministerpräsidenten Volker Bouffier und Minister für Wirtschaft, Energie, Verkehr und Landesentwicklung im Kabinett Bouffier II
- Rudi Arndt (1927–2004), Politiker der SPD
- Asfa-Wossen Asserate (* 1948), äthiopisch-deutscher Unternehmensberater und Autor, Großneffe des letzten äthiopischen Kaisers Haile Selassie; promovierte 1978 an der Goethe-Universität

## B
- Volker Beck (* ≈1960), Psychologe und Professor an der Hochschule Darmstadt.
- Wilhelm Bender (* 1944), 1993–2009 Vorstandsvorsitzender der Fraport AG; Studium der Rechtswissenschaften und Volkswirtschaftslehre an der Goethe-Universität; seit 2010 Vorstandsvorsitzender der Vereinigung von Freunden und Förderern der Goethe-Universität.
- Kurt Bergel (1911–2001), aus dem Deutschen Reich emigrierter Lehrer, der nach einem Zwischenaufenthalt in England und weiteren Studien in den USA als Professor an der privaten Chapman University in Orange (Kalifornien) lehrte. Er war Experte für die Arbeit und das Leben von Albert Schweitzer und langjähriger Leiter des The Albert Schweitzer Institute an der Chapman University.
- Kurt Biedenkopf (1930–2021), Politiker (CDU), 1990–2002 Ministerpräsident des Freistaates Sachsen; studierte 1951–54 Rechtswissenschaften und Nationalökonomie an der Goethe-Universität.[1]
- Heike Borufka (* 1965), Journalistin und Autorin
- Roland Bothner (* 1953), Philosoph, Kunsthistoriker und Literat; studierte 1978–1981 Philosophie, vergleichende Literaturwissenschaft, Soziologie und Politologie an der Goethe-Universität, promovierte 1981 an der Goethe-Universität.
- Dieter Bott (* 1943), deutscher Soziologe, Hochschullehrer und Experte für Fanprojekte
- Hellmut J.F. Bredereck (1904–1981), Chemiker und Stifter; studierte 1922–27 Chemie an der Goethe-Universität.
- Wolfgang Brobeil (1911–1981), Journalist und Regisseur, promovierte 1936 an der Goethe-Universität.
- Evelyn Brockhoff (* 1955 in Frankfurt am Main als Evelyn Hils), 2004–2021 Direktorin des Instituts für Stadtgeschichte der Stadt Frankfurt, studierte Kunstgeschichte, Archäologie und Kulturanthropologie, Promotion 1987.[2]
- Franz Brunnträger (1893–1953), Chemiker, Politiker (NSDAP) und Landrat, promovierte 1922 zum Doktor der Naturwissenschaften an der Goethe-Universität

## C
- Safiye Can (* 1977), Dichterin, Autorin, Herausgeberin und Dichterin der konkreten und visuellen Poesie; studierte Philosophie, Psychoanalyse und Jura an der Goethe-Universität.
- Selcuk Cara (* 1969), Schriftsteller, Autorenfilmer, Opernsänger; studierte 1989–92 Philosophie und Jura an der Goethe-Universität.
- Olaf Cunitz (* 1968), Politiker (Die Grünen), ehemaliger Dezernent für Planen und Bauen und Bürgermeister in Frankfurt am Main.

## D
- Manfred David (1926–2013) Rektor, Bürgermeister und deutscher Kommunalpolitiker (SPD).
- Wolfgang Drechsler, deutscher Wissenschaftler, Träger des Träger des Bundesverdienstkreuzes am Bande
- Laura Di Salvo (* 1973), Journalistin und Fernsehmoderatorin.
- Thea Dorn (* 1970), Schriftstellerin, Dramaturgin und Fernsehmoderatorin; studierte Philosophie und Theaterwissenschaft an der Goethe-Universität.
- Andreas Dorschel (* 1962), Philosoph; studierte Philosophie, Musikwissenschaft und Sprachwissenschaft an der Goethe-Universität.
- Christian Drosten (* 1972), Virologe; studierte Humanmedizin an der Goethe-Universität Frankfurt, 2003 Promotion.

## E
- Eugen Eckert (* 1954), Sozialarbeiter und Pfarrer; studierte Physik, Slawistik und Evangelische Theologie an der Goethe-Universität.
- Klaus Thomas Edelmann (* 1963), Journalist und Designkritiker.
- Tilly Edinger (1897–1967), Paläontologin und Begründerin der Paläoneurologie; studierte und promovierte 1921 an der Goethe-Universität.
- Ludwig Erhard (1897–1977), Politiker (CDU) und Wirtschaftswissenschaftler; studierte Betriebswirtschaftslehre und Soziologie an der Goethe-Universität und promovierte 1925.
- Willi Erzgräber (1926–2001), Anglist; studierte Anglistik, Germanistik, Romanistik und Philosophie an der Goethe-Universität[3] und war von 1966 bis 1970 als Hochschullehrer dort tätig. Zuvor in Saarbrücken und danach in Freiburg Professor für Englische Literaturwissenschaften.

## F
- Nancy Faeser (* 1970), Politikerin in der SPD, Juristin und Abgeordnete des Hessischen Landtags sowie Generalsekretärin der SPD Hessen
- Falk Fahrenholz (* 1942), Biochemiker
- Petra Fehrmann (* 1959), Schauspielerin, Schauspiellehrerin, Sprecherin und Hörfunkmoderatorin.
- Sibylla Flügge (* 1950), Juristin, Professorin im Ruhestand und Rechtstheoretikerin

## G
- Stefan Gandler (* 1964), seit 1997 Professor für Gesellschaftstheorie und Sozialphilosophie in Mexiko; studierte Philosophie, Lateinamerikanistik, Romanische Philologie und Politik an der Goethe-Universität, und war dort 1989/90 Vorsitzender des AStA.[4]
- Magnus Gäfgen (* 1975), Mörder von Jakob von Metzler und Diplom-Jurist.
- Thomas Garms (* 1958), Publizist, Medienunternehmer und Journalist; studierte Musikwissenschaften, Germanistik und Philosophie an der Goethe-Universität.
- Hermann Otto Geißler (* 20. April 1934 in Stumpertenrod am Vogelsberg) ist ein deutscher evangelischer Pastor. Er wurde auch durch Veröffentlichungen zum Kirchenkampf in der Evangelischen Kirche in Hessen und Nassau bekannt.
- Wilfried Grolig (* 1949), Diplomat und seit 2010 Botschafter in Brasilien; studierte 1968–73 Rechtswissenschaft an der Goethe-Universität.[5]
- Michael Groß (* 1964), bisher erfolgreichster deutscher Schwimmsportler und Olympiasieger; studierte 1986–90 Germanistik, Politik- und Medienwissenschaften an der Goethe-Universität und promovierte 1994 an der Goethe-Universität.[6][7]
- Sally Grosshut, eigentlich Sally Mantel (1906–1969), Jurist und Schriftsteller[8]

## H
- Andreas Hackethal (* 1971), Professor für Finanzen und Dekan der Goethe Business School; studierte 1990–93 Wirtschaftswissenschaften an der Goethe-Universität, promovierte 1999 an der Goethe-Universität und wurde 2005 an der Goethe-Universität habilitiert.[9]
- Hanno Hahn (1922–1960), Kunsthistoriker und Architekturforscher, studierte von 1946 bis 1953 Kunstgeschichte, klassische Archäologie, Philosophie und italienische Philologie an der Goethe-Universität, und wurde 1953 bei Harald Keller ‘summa cum laude’ promoviert. Bis zu seinem Tode 1960 arbeitete Hahn an der Bibliotheca Hertziana in Rom, zuletzt als Leiter des Referates für süditalienische Kunst- und Architekturforschung.
- Daniel Hartwich (* 1978), Moderator; studierte Germanistik und Politologie an der Goethe-Universität.[10]
- Franz Hebel  (1926–2015), deutscher Germanist, Didaktiker und Hochschullehrer
- Betty Heidler (* 1983), Hammerwerferin, Vizeweltmeisterin und Weltrekordlerin; studierte von 2008 bis 2013[11] Jura an der Goethe-Universität.[12]
- Heinz Günter Heygen (* 1953), Journalist und Showmaster; Hörfunk-Moderator des Hessischen Rundfunks
- Markus Höffer-Mehlmer (* 1958), Kabarettist, Publizist und Erziehungswissenschaftler; studierte 1982 bis 1987 Pädagogik an der Goethe-Universität.
- Martin Hohmann (* 1948), Politiker und von 1998 bis 2005 Mitglied des Deutschen Bundestages, wurde wegen seiner als antisemitisch kritisierten Rede zum Tag der Deutschen Einheit am 3. Oktober 2003 aus der CDU/CSU-Bundestagsfraktion und der CDU Hessen ausgeschlossen; studierte Rechtswissenschaften an der Goethe-Universität.[13]
- Matthias Horx (* 1955), Publizist und Unternehmensberater; studierte von 1973 bis 1980 Soziologie und Kunst auf Lehramt an der Goethe-Universität.[14]

## J
- Hans-Christoph Jahr (* 1953), Jurist, Richter, Hochschullehrer und Rechtsanwalt. Studierte zwischen 1970 und 1976 Philosophie, Rechtswissenschaft und Betriebswirtschaftslehre.
- Mike Josef (* 1983), Politiker, Oberbürgermeister in Frankfurt am Main
- Walter Jockisch (1907–1970), Pädagoge, Opernregisseur und -intendant; studierte bis 1930 Germanistik und promovierte an der Goethe-Universität.

## K
- Laura Karasek (* 1982), Autorin, Fernsehmoderatorin, Rechtsanwältin, Kolumnistin und Schauspielerin; studierte Rechtswissenschaft an der Universität
- Stefan Kaufmann (* 1953), Präsident des Thüringer Verfassungsgerichtshofes; studierte Rechtswissenschaft an der Universität
- Burkhard Kling (1962–2023), Kunsthistoriker und Fachautor; studierte 1983–90 Kunstgeschichte, Mittlere und Neue Geschichte und Ältere Deutsche Literatur an der Goethe-Universität.[15]
- Heike Klippel (* 1960), Film- und Medienwissenschaftlerin, lehrt an der Hochschule für Bildende Künste Braunschweig; studierte Germanistik, Philosophie, Soziologie, Theater-, Film- und Fernsehwissenschaften an der Goethe-Universität.
- Alfred Klostermann (1900–1945), Provinzialdirektors der Provinz Oberhessen, studierte Lehramt
- Jürgen Klopp (* 1967), Fußballtrainer des in der englischen Premier League spielenden FC Liverpool; studierte Diplom-Sportwissenschaften, Diplomthema Walking
- Guido Knopp (* 1948), Publizist; studierte Politik und Geschichte an der Goethe-Universität.[16]
- Roland Koch (* 1958), Politiker (CDU) und Manager, 1999–2010 Ministerpräsident des Landes Hessen; studierte 1978–82 Rechtswissenschaften an der Goethe-Universität.[17]
- Helmut Kohl (1930–2017), Politiker (CDU), 1969–1976 Ministerpräsident des Landes Rheinland-Pfalz, 1982–1998 sechster Bundeskanzler der Bundesrepublik Deutschland; studierte 1950–1951 Rechtswissenschaft und Geschichte an der Goethe-Universität.[18]
- Fritz G. A. Kraemer (1908–2003), Senior Civilian Advisor beim Chief of Staff of the Army im Verteidigungsministerium der Vereinigten Staaten; studierte und promovierte anschließend 1931 in der Rechtswissenschaft.

## L
- Thomas A. Leif (1959–2017), Journalist, Film- und Sachbuchautor sowie Politologe
- Helmut Luft (* 1924), Nervenarzt, Psychoanalytiker, Altersforscher und Autor

## M
- Michael Maaser (* 1964), Historiker, Leiter des Archivs der Johann Wolfgang Goethe-Universität Frankfurt am Main und Lehrbeauftragter am Historischen Seminar der Universität Frankfurt
- Helmut Maucher (1927–2018), Wirtschafts- und Industriemanager, Generaldirektor der Nestlé AG; studierte 1952–58 Betriebswirtschaft an der Goethe-Universität.[19][20]
- Walter Mayer (1926–2015), Physiker, Rundfunk- und Fernsehpionier
- Sebastian Meissner (* 1969), Electronica-Musiker und Musikmanager
- Souad Mekhennet (* 1978), Journalistin und Sachbuchautorin; studierte Politikwissenschaften an der Goethe-Universität. Enttarnte die Identität des ISIS-Kämpfers Jihadi John.[21]
- Bernhard von Mutius (* 1949), Sozialwissenschaftler, Promotion 1977

## N
- Barbara Nauheimer (1949–2022), Diplom-Psychologin und Politikerin (parteilos, zuvor Tierschutzpartei) aus Herrsching am Ammersee
- Günter Neliba (1925–2012), Pädagoge und Historiker, weiterhin Träger der Verdienstmedaille des Verdienstordens der Bundesrepublik Deutschland.
- Renate Neubäumer (* 1952), Ökonomin und Professorin für Volkswirtschaftslehre.
- Margarethe Nimsch (* 1940), Politikerin (Bündnis 90/Die Grünen)
- Heinz Nixdorf (1925–1986), Unternehmer und Computerpionier (Nixdorf Computer); studierte Physik an der Goethe-Universität.[22]

## O
- Hedwig Ortmann (* 1937), Bildungs- und Erziehungswissenschaftlerin und Hochschullehrerin; promovierte 1971 an der Goethe-Universität

## P
- Gábor Paál (* 1967), Hörfunkjournalist beim Südwestrundfunk und Buchautor; studierte 1986–88 und 1989–92 Geographie, Chemie, Hydrologie und Volkswirtschaft an der Goethe-Universität.[23]
- Sabine Petry (* 1979), Basketballspielerin, Studentin in Biochemie und Doktorarbeit in Cambridge, assoziierte Professorin im Fachbereich Molekularbiologie[24]

## R
- Boris Rhein (* 1972), Politiker (CDU), verschiedene hessische Ministerposten, Kandidat für das Amt des Oberbürgermeisters der Stadt Frankfurt; Präsident des Hessischen Landtages (2019–2022); Ministerpräsident seit 2022; studierte 1991–1997 Rechtswissenschaft an der Goethe-Universität.[25]
- Heinz Riesenhuber (* 1935), Politiker (CDU). Er war das älteste Mitglied im 17. Deutschen Bundestag (2009–13) sowie im 18. Deutschen Bundestag (2013–17) und fungierte als dessen Alterspräsident. Von 1982 bis 1993 war er Bundesminister für Forschung und Technologie.
- Sabine Theadora Ruh (* in Frankfurt am Main), Wirtschaftsjournalistin, Buchautorin, Redenschreiberin und Ghostwriterin.[26]

## S
- Hans Sarkowicz (* 1955), Leiter des Bereichs Kultur und Wissenschaft beim Hessischen Rundfunk; studierte 1974–79 Germanistik und Geschichte an der Goethe-Universität[27]
- Daniela Schadt (* 1960), Journalistin und Lebensgefährtin des elften deutschen Bundespräsidenten Joachim Gauck; studierte 1978–1985 Germanistik, Politik und französische Literatur an der Goethe-Universität[28]
- Brigitte Scherer (* 1943) Reise- und Kulturjournalistin
- Markus Scholz (* 1970), Provinzialrömischer Archäologe
- Andreas Schulz (* 1958), Historiker und Generalsekretär der Kommission für Geschichte des Parlamentarismus und der politischen Parteien e. V.
- Hermann Schultze (1899–1985), Chemiker, wissenschaftlicher Leiter der Behringwerke und Hochschullehrer
- Felix Schwenke (* 1979), Kommunalpolitiker (SPD)
- Gert Scobel (* 1959), Journalist, Fernsehmoderator, Autor und Philosoph; studierte Wissenschaftstheorie und Sprachphilosophie an der Goethe-Universität[29]
- Uwe Serke (* 1968), Politiker (CDU), Abgeordneter des Hessischen Landtags; studierte von 1990 bis 1996 Betriebswirtschaftslehre an der Goethe-Universität
- Walter Seubert (* 1974), seit dem 1. Februar 2015 Vizepräsident der Frankfurter Polizei[30]
- Walter Seuffert (1907–1989), Jurist und Politiker der SPD
- Sarah Sorge (* 1969), Politikerin (Grüne), Abgeordnete im Hessischen Landtag, seit 2005 Vizepräsidentin des Hessischen Landtags; studierte 1989–97 Kulturanthropologie, Betriebswirtschaftslehre und Politologie an der Goethe-Universität[31]
- Gisela Stappert (1959–2021), Ethnologin
- Christoph Gérard Stein (* 1971), deutsch-französischer Film- und Theaterschauspieler
- Martin Steinhoff (* 1950), Intendant der Oper Frankfurt, studierte Philosophie, Promotion 1982 summa cum laude
- Julia Stingl (* 1971) Pharmakologin und Hochschullehrerin am Universitätsklinikum Heidelberg der Ruprecht-Karls-Universität Heidelberg.
- Oliver Stirböck (* 1967), Politiker (FDP)
- Katharina Sulzbach (* 1963), Juristin und Schriftstellerin (Pseudonym Katharina Fuchs), studierte von 1982 bis 1987 Rechtswissenschaften an der Goethe-Universität

## T
- Peter Michael Tauber (* 1974), Politiker (CDU), Bundestagsabgeordneter und von Dezember 2013 bis Februar 2018 Generalsekretär der CDU; studierte 1994–2000 Mittlere und Neuere Geschichte, Germanistik und Politikwissenschaft an der Goethe-Universität und promovierte 2007 an der Goethe-Universität.[32]
- Alexander Robertus Todd (1907–1997), britischer Chemiker, erhielt 1957 den Nobelpreis für Chemie; promovierte 1931 an der Goethe-Universität.[33]

## U
- Selma Üsük (* 1974), türkisch-deutsche Journalistin und Moderatorin; studierte Germanistik und Soziologie

## W
- Ruth Wagner (* 1940), Politikerin (FDP), 1987–1991 und 2003–2008 Vizepräsidentin des Hessischen Landtages, 1999–2003 Hessische Staatsministerin für Wissenschaft und Kunst; studierte 1960–1966 Germanistik, Geschichte und Politikwissenschaft auf Lehramt an der Goethe-Universität.[34]
- Norbert Walter (1944–2012), Ökonom, Chefvolkswirt der Deutsche Bank Gruppe; studierte 1963–1968 Volkswirtschaftslehre an der Goethe-Universität.[35]
- Wolfram Weimer (* 1964), Journalist, Verleger und Buchautor, Verleger der Weimer Media Group; studierte 1984–86 und 1987–89 Geschichte, Germanistik, Politikwissenschaften und Volkswirtschaftslehre an der Goethe-Universität.[36]
- Wilhelm Weirauch (1876–1945), Jurist und Stellvertreter des Generaldirektors der Deutschen Reichsbahn.
- Uwe Wesp (* 1942), Meteorologe; studierte 1964–1969 Meteorologie, Physik, Geophysik und Anorganische Chemie an der Goethe-Universität.[37]
- Ulrich Wetzel (* 1956), Jurist, Richter und Darsteller in der Gerichtsshow Das Strafgericht; studierte von 1979 bis 1983 Jura an der Goethe-Universität.
- Heidemarie Wieczorek-Zeul (* 1942), Politikerin (SPD), Bundesministerin für wirtschaftliche Zusammenarbeit und Entwicklung; studierte 1961–65 Englisch und Geschichte auf Lehramt an der Goethe-Universität.[38]
- Janine Wissler (* 1981), Politikerin (Die Linke)
- Ansgar Wucherpfennig SJ (* 1965), katholischer Priester und Theologe

## Y
- Kaya Yanar (* 1973), Komiker und Fernsehmoderator; studierte Phonetik, Amerikanistik und Philosophie, erwarb jedoch keinen Abschluss
- Andrea Ypsilanti (geb. Dill; * 1957), Politikerin (SPD), März 2003 bis Januar 2009 Vorsitzende des hessischen Landesverbandes ihrer Partei sowie von 2007 bis 2009 auch Vorsitzende der SPD-Fraktion im Hessischen Landtag

## Z
- Helga Zepp-LaRouche (* 1948), Journalistin und Parteivorsitzende der Bürgerrechtsbewegung Solidarität
- Ilona Ziok (* in Gliwice, Polen), Dokumentarfilmerin; studierte 1977–82 Politologie, Slawistik und Theater- und Filmwissenschaften an der Goethe-Universität.[39]
- Frauke Zipp (* 1963), Neurowissenschaftlerin und Hochschullehrerin; Professorin und Direktorin der Klinik und Poliklinik für Neurologie der Johannes Gutenberg-Universität Mainz.[40]
- Carl Zuckmayer (1896–1977), bis 1920 unter anderem Jura, Literaturgeschichte und Soziologie.[41]